# Cantó de Montcenis
El cantó de Montcenis és un cantó francès del departament de Saona i Loira, situat al districte d'Autun. Té 8 municipis i el cap és Montcenis.

## Municipis
- Les Bizots
- Blanzy
- Charmoy
- Marmagne
- Montcenis
- Saint-Berain-sous-Sanvignes
- Saint-Symphorien-de-Marmagne
- Torcy

## Història
| Data d'elecció                           | Identitat        | Partit               | Qualitat |
| ---------------------------------------- | ---------------- | -------------------- | -------- |
| 1945-1958                                | Louis Duray      | PCF                  |          |
| 1958-1966                                | Hugues Michel    | radical              |          |
| 1966-1967                                | René Picard      | ]                    |          |
| 1968-1982                                | René Beaucarnot  | radical, després MRG |          |
| 1982-2008                                | André Quincy     | PS                   |          |
| 2008-                                    | Thomas Thévenoud | PS                   |          |
| les dades anteriors no són pas conegudes |                  |                      |          |
|                                          |                  |                      |          |

## Demografia
| A partir de 1990: Població sense dobles comptes |